# Ligdia batesii
Ligdia batesii là một loài bướm đêm trong họ Geometridae.